# Punkt widokowy

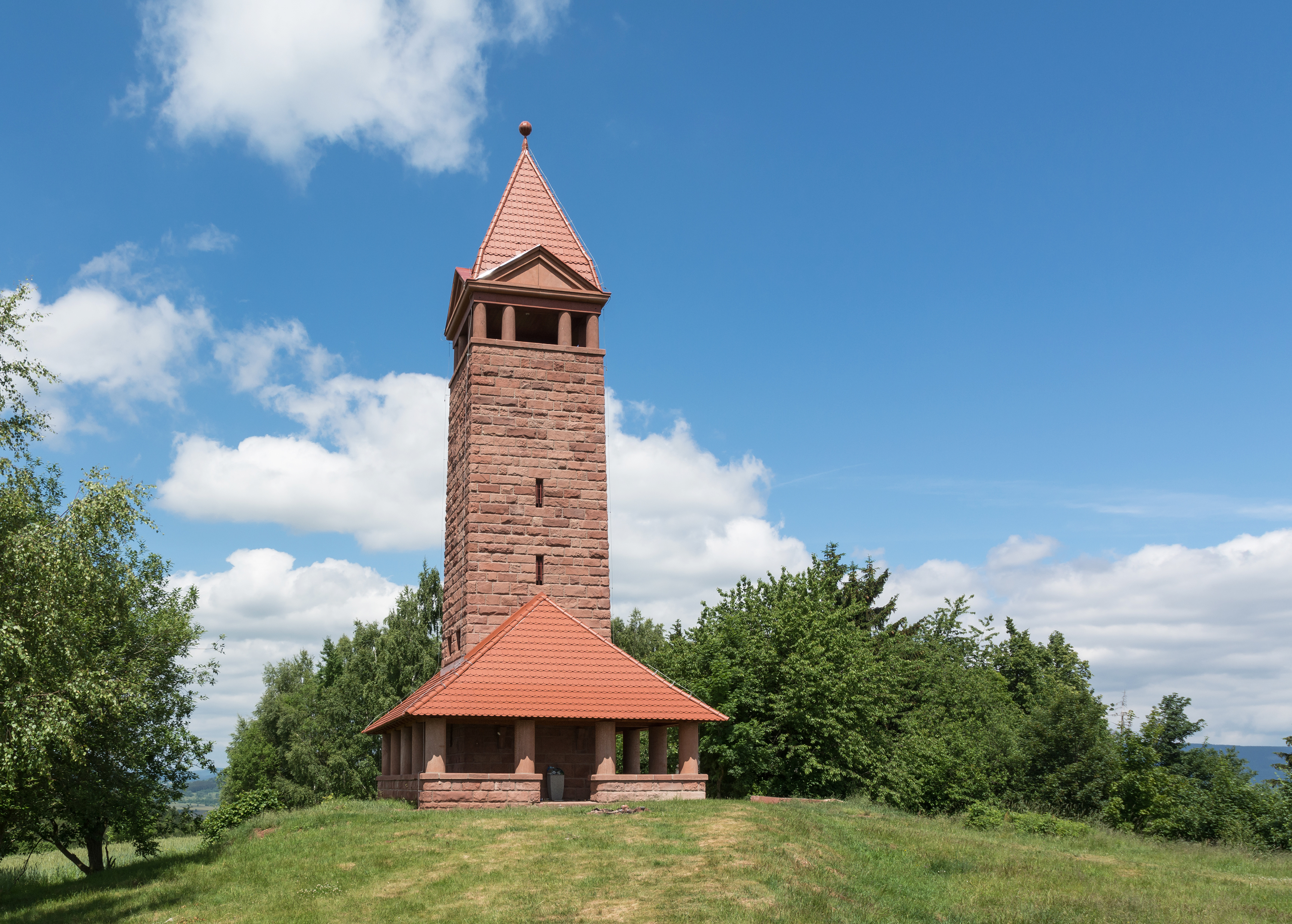
Wieża widokowa na Górze Świętej Anny

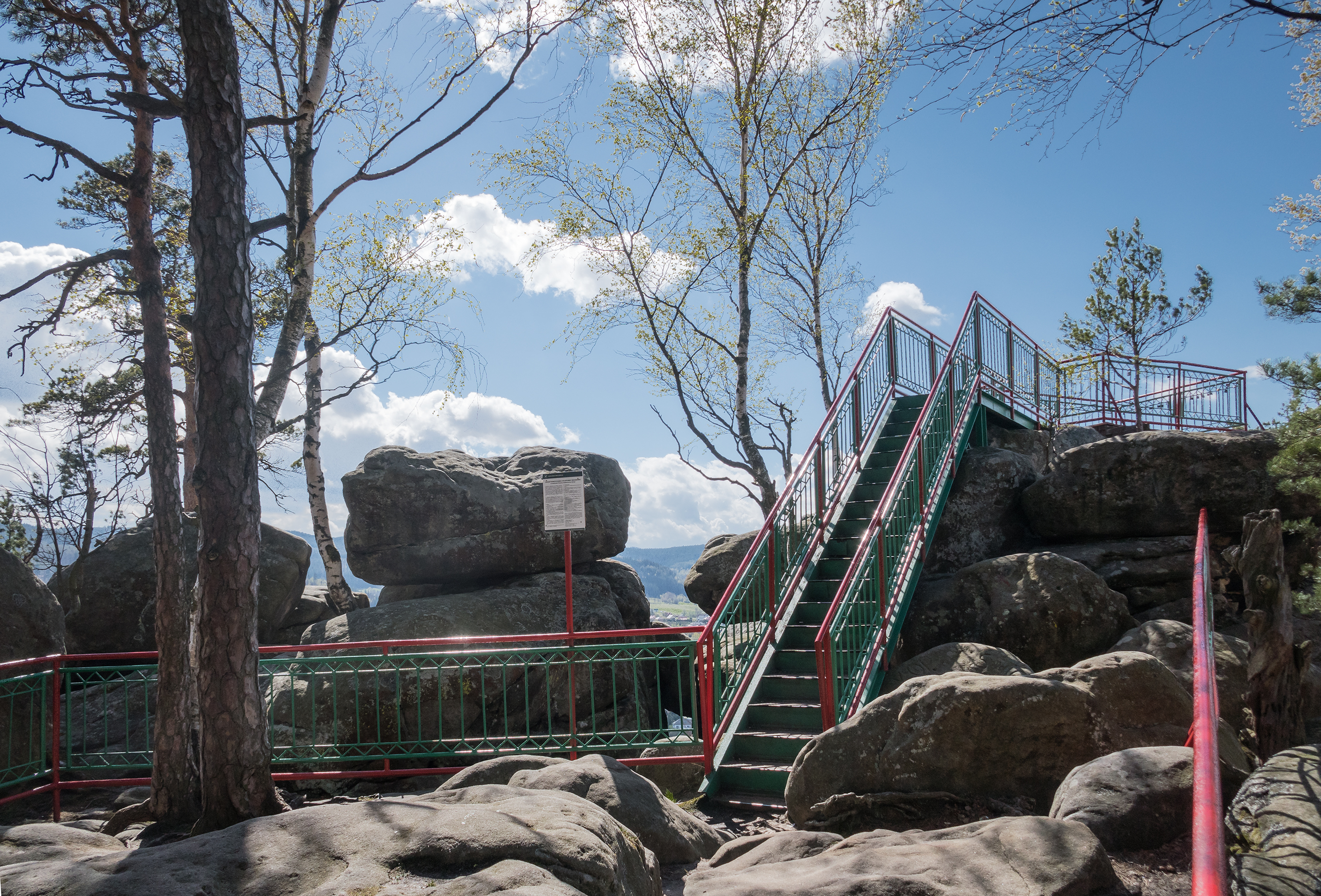
Platforma widokowa na Szczytniku

Punkt widokowy – miejsce lub punkt topograficznie wyniesiony w terenie, z którego układ wizualny obszaru widzenia dla obserwatora jest szeroki i daleki. Punkt widokowy może być wyposażony w urządzenia obsługi ruchu turystycznego oraz infrastrukturę informacyjno-porządkową.
Punkty widokowe dzielimy:
- ze względu na działalności człowieka:
  - naturalne – wzniesienia, zbocza gór, skarpy, szczyty, skałki,
  - sztuczne – wieże widokowe, mola, tarasy,
- ze względu na kąt widzenia:
  - punkty widokowe pełne – z pełnym kątem widzenia 360°,
  - punkty widokowe szerokie – z szerokim kątem widzenia powyżej 180°,
  - punkty widokowe ograniczone – obejmujące mały kąt widzenia poniżej 180°, w którym w polu widzenia znajduje się tylko szczególny fragment obiektu.